# Operatie Birke

Kaart van de terugtrekking uit Finland

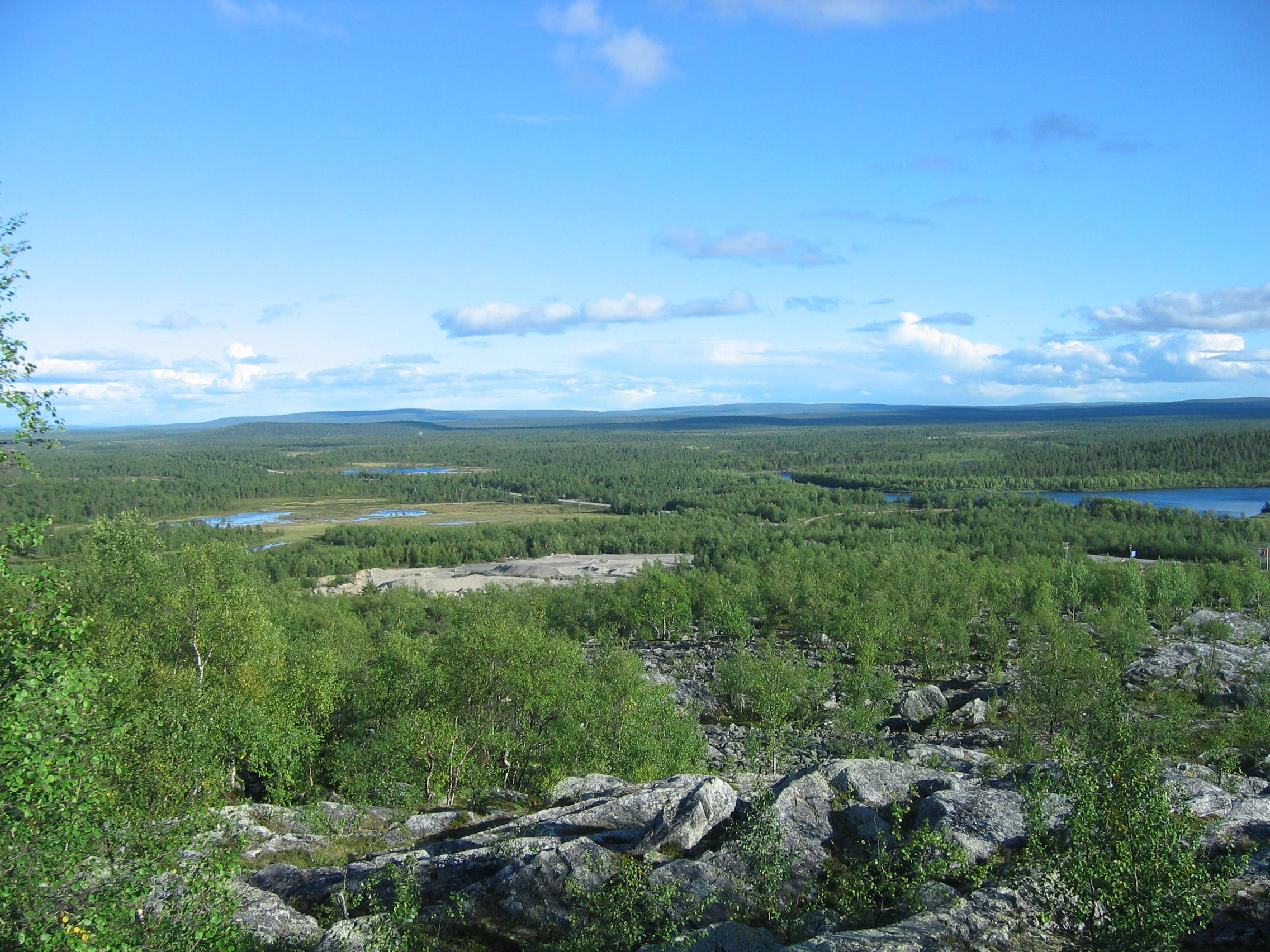
De verdedigende stelling Sturmbock

Operatie Birke was een Duitse operatie in de Tweede Wereldoorlog om het 20e Bergleger terug te trekken uit Finland naar Rovaniemi in 1944.
Finland onderhandelde over een wapenstilstand met de Sovjet-Unie in de Vervolgoorlog en Duitsland had nog altijd 200.000 soldaten in Lapland.
Hun belangrijkste taak was de strategische aanvoer van nikkelerts uit de mijn te Petsamo te vrijwaren. Ondertussen had Duitsland genoeg nikkel en er was nikkel gevonden in Oostenrijk.
In april 1944 begonnen de Duitsers verdedigende stellingen te bouwen tegen een Finse of Sovjet aanval. Hierbij zette Organisation Todt krijgsgevangenen in.
Op 9 april 1944 werd de geplande operatie "Birke" (berk) genoemd. Ze bestond uit drie fases.
1. “In de berk hakken”: Militaire voorraden evacueren en verdere fases voorbereiden.
2. “De berk vellen”: Terugtrekken naar de eerste verdedigende stelling Sturmbock en daarbij de tactiek van de verschroeide aarde toepassen: bruggen opblazen en wat bruikbaar was in brand steken.
3. "De berk in mootjes hakken”: Troepen verschansen in versterkte stellingen te Rovaniemi.

Generaal Eduard Dietl was gekant tegen operatie Birke en evacuatie naar het noorden over zee en wilde liever een uitweg naar het zuiden banen en zei dit tegen Hitler, maar kwam om op de terugvlucht op 23 juni 1943.
Op 26 juni 1944 Sloten de Finse president Risto Ryti en Joachim von Ribbentrop een akkoord dat Finland geen wapenstilstand met de Sovjet-Unie zou sluiten, maar op 4 augustus 1944 volgde Mannerheim hem op en hij achtte zich daar niet door gebonden. 
De eerste fase startte op 3 september 1944 en de tweede fase op 4 september.
Op 19 september 1944 sloten Finland en de Sovjet-Unie als verwacht wapenstilstand in de Vervolgoorlog en Finland was gedwongen met de Laplandoorlog de Duitsers uit Finland te verdrijven.
Op 4 oktober 1944 gaf Adolf Hitler bevel tot Operatie Nordlicht om Finland te verlaten en terug te trekken naar Lyngen in Noorwegen.